# Dalmatinska oštrika
Dalmatinska oštrika (dalmatinski oštrolist, lat. Onosma echioides subsp. dalmatica), podvrsta je vrste O. echioides, trajnice u rodu oštrika koja raste po Dalmciji, Hrvatska, osobito po vapnenačkoj podlogi na suhim i osunčanim mjestima.
Stabljika i listovi su dlakavi. U lipnju i srpnju cvate žutim cvjetovima. U prošlosti se od njezinog korijena dobivala crvena boja, pa je nazivaju i rumenjača. U Hrvatskoj je strogo zaštićena biljka.
Sinonim joj je Onosma dalmaticum.

## Vanjske poveznice
|  | Zajednički poslužitelj ima još gradiva o temi Onosma echioides |
|  | Wikivrste imaju podatke o taksonu Onosma echioides             |